# マグネンティウス

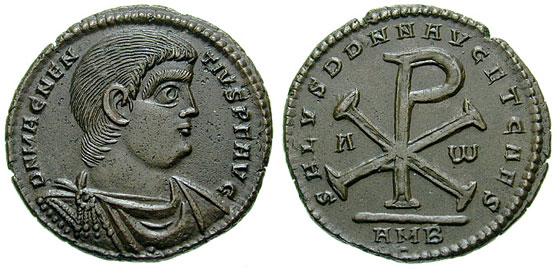
マグネンティウス

フラウィウス・マグヌス・マグネンティウス（ラテン語: Flavius Magnus Magnentius, 303年 - 353年8月11日）は、ローマ帝国の帝位簒奪者（350年 - 353年）である。弟にデケンティウスがいる。
マグネンティウスはアムビアニの出身で、ブルトン人の父とフランク人の母との間に生まれたゲルマン人である。幼少時にローマ軍によって捕虜とされたが、後に軍人として身を起こし、プロテクトルなどローマ軍で要職を務めるまでになった。
350年1月18日、コンスタンス1世に対して反乱を起こしたローマ軍団によって皇帝として宣言された。マグネンティウスはコンスタンス1世を捕らえて殺害し、弟デケンティウスをカエサル（副帝）に任命した。しかしコンスタンス1世の共同皇帝コンスタンティウス2世と対立し、351年にコンスタンティウス軍とムルサの戦いで敗れ、イタリアへ敗走し、353年8月11日リヨンで自殺した。そしてそれを告げられたデケンティウスも翌朝8月12日、首を吊った姿で発見された。
コンスタンティウス2世・コンスタンス1世兄弟の父コンスタンティヌス1世の異母弟フラウィウス・ユリウス・コンスタンティウスと最初の妻ガッラ（ガラ）の娘の一人とユストゥスという男性との間に生まれたユスティナを妻としていた。マグネンティウスとユスティナの間には子供は無く、ユスティナはマグネンティウスの死後、ウァレンティニアヌス1世と再婚した。